# Meidericher Spielverein Duisburg 1980-1981
Questa voce raccoglie le informazioni riguardanti il Meidericher Spielverein Duisburg nelle competizioni ufficiali della stagione 1980-1981.

## Stagione
Nella stagione 1980-1981 il Duisburg, allenato da Friedhelm Wenzlaff, concluse il campionato di Bundesliga al 12º posto. In Coppa di Germania il Duisburg fu eliminato al secondo turno dal FSV Francoforte.

## Rosa
| N. |                     | Ruolo | Calciatore           |
| -- | ------------------- | ----- | -------------------- |
|    | Germania (bandiera) | P     | Ulrich Fuchs         |
|    | Germania (bandiera) | P     | Gerhard Heinze       |
|    | Germania (bandiera) | P     | Wolfgang Schreiner   |
|    | Germania (bandiera) | D     | Franz-Wilhelm Brings |
|    | Germania (bandiera) | D     | Bernard Dietz        |
|    | Germania (bandiera) | D     | Peter Fenten         |
|    | Germania (bandiera) | D     | Claus Gebauer        |
|    | Austria (bandiera)  | D     | Dieter Mirnegg       |
|    | Germania (bandiera) | D     | Frank Saborowski     |
|    | Germania (bandiera) | D     | Dietmar Schacht      |
|    | Germania (bandiera) | D     | Paul Steiner         |
|    | Germania (bandiera) | C     | Herbert Büssers      |

| N. |                     | Ruolo | Calciatore             |
| -- | ------------------- | ----- | ---------------------- |
|    | Germania (bandiera) | C     | Manfred Dubski         |
|    | Germania (bandiera) | C     | Norbert Fruck          |
|    | Germania (bandiera) | C     | Thomas Kempe           |
|    | Germania (bandiera) | C     | Pascal Notthoff        |
|    | Germania (bandiera) | C     | Franz-Josef Steininger |
|    | Germania (bandiera) | C     | Guido Szesni           |
|    | Germania (bandiera) | A     | Rudi Gores             |
|    | Germania (bandiera) | A     | Gregor Grillemeier     |
|    | Germania (bandiera) | A     | Raimund Hiegemann      |
|    | Germania (bandiera) | A     | Rudolf Seliger         |
|    | Germania (bandiera) | A     | Timo Ulitzka           |

## Organigramma societario
Area tecnica
- Allenatore: Friedhelm Wenzlaff
- Allenatore in seconda:
- Preparatore dei portieri:
- Preparatori atletici:

## Calciomercato

### Sessione estiva
| Acquisti | Acquisti   | Acquisti            | Acquisti |
| R.       | Nome       | da                  | Modalità |
| -------- | ---------- | ------------------- | -------- |
| A        | Rudi Gores | Borussia M'gladbach |          |

| Cessioni | Cessioni          | Cessioni          | Cessioni |
| R.       | Nome              | a                 | Modalità |
| -------- | ----------------- | ----------------- | -------- |
| D        | Werner Buttgereit | RW Oberhausen     |          |
| D        | Norbert Dronia    | Arminia Bielefeld |          |
| C        | Kurt Jara         | Schalke 04        |          |
| C        | Edmund Kaczor     | RW Oberhausen     |          |

### Sessione invernale
| Acquisti | Acquisti | Acquisti | Acquisti |
| R.       | Nome     | da       | Modalità |
| -------- | -------- | -------- | -------- |

| Cessioni | Cessioni | Cessioni | Cessioni |
| R.       | Nome     | a        | Modalità |
| -------- | -------- | -------- | -------- |

## Risultati

### Bundesliga

#### Girone di andata
| Amburgo 16 agosto 1980, ore 15:30 CEST 1ª giornata | Amburgo | 0 – 0 referto | Duisburg | Volksparkstadion (30 000 spett.)\| Arbitro: \| Ross \| |
| Arbitro:                                           | Ross    |               |          |                                                        |

| Arbitro: | Redelfs |

|             |           |  |
| Büssers 88’ | Marcatori |  |

| Arbitro: | Tritschler |

|          |           |           |
| Abel 59’ | Marcatori | 86’ Fruck |

| Arbitro: | Retzmann |

|                            |           |                     |
| Fenten 60’ Grillemeier 84’ | Marcatori | 7’ Günther 80’ Bold |

| Arbitro: | Luca |

|                     |           |  |
| Kempe 15’ Gores 40’ | Marcatori |  |

| Arbitro: | Joos |

|             |           |           |
| Briegel 12’ | Marcatori | 25’ Gores |

| Arbitro: | Waltert |

|                                          |           |                                           |
| Grillemeier 34’ Gores 83’ Steininger 87’ | Marcatori | 47’, 60’ Müller 52’ Strack 71’ Littbarski |

| Arbitro: | Schmidhuber |

|                                     |           |           |
| Nachtweih 45’ Hölzenbein 86’ (rig.) | Marcatori | 37’ Kempe |

| Arbitro: | Engel |

|                                                |           |  |
| Dietz 19’ Steiner 55’ Gores 70’ Steininger 80’ | Marcatori |  |

| Arbitro: | Niebergall |

|                                                 |           |           |
| Zimmer 43’ Raschid 58’ Kanders 76’ Eggeling 90’ | Marcatori | 67’ Dietz |

| Arbitro: | Ohmsen |

|  |           |                 |
|  | Marcatori | 77’ Niedermayer |

| Arbitro: | Brückner |

|                                                |           |             |
| Burgsmüller 14’, 16’, 32’ Votava 34’ Geyer 36’ | Marcatori | 39’ Steiner |

| Arbitro: | Uhlig |

|                          |           |            |
| Steininger 45’ Gores 59’ | Marcatori | 80’ Allofs |

| Arbitro: | Assenmacher |

|                         |           |                  |
| Elgert 18’ Bittcher 24’ | Marcatori | 22’, 56’ Büssers |

| Arbitro: | Horeis |

|           |           |                |
| Gores 90’ | Marcatori | 80’ Eilenfeldt |

| Arbitro: | Messmer |

|          |           |             |
| Vöge 57’ | Marcatori | 67’ Seliger |

| Arbitro: | Hontheim |

|  |           |                                                |
|  | Marcatori | 23’ (rig.) Müller 69’ Hattenberger 80’ Förster |

#### Girone di ritorno
| Arbitro: | Aldinger |

|                        |           |  |
| Szesni 63’ Steiner 79’ | Marcatori |  |

| Arbitro: | Heitmann |

|              |           |                                 |
| Scheller 89’ | Marcatori | 48’ Büssers 80’ Kempe 84’ Gores |

| Arbitro: | Gabor |

|  |           |                                |
|  | Marcatori | 43’ Gross 47’ Pinkall 89’ Blau |

| Arbitro: | Ohmsen |

|                      |           |  |
| Groß 19’ (rig.), 33’ | Marcatori |  |

| Arbitro: | Brückner |

|          |           |  |
| Eder 53’ | Marcatori |  |

| Arbitro: | Klauser |

|           |           |            |
| Dietz 62’ | Marcatori | 63’ Melzer |

| Arbitro: | Engel |

|            |           |  |
| Bonhof 21’ | Marcatori |  |

| Duisburg 21 marzo 1981, ore 15:30 CET 25ª giornata | Duisburg | 0 – 0 referto | Eintracht Francoforte | Wedaustadion (10 000 spett.)\| Arbitro: \| Föckler \| |
| Arbitro:                                           | Föckler  |               |                       |                                                       |

| Arbitro: | Kasperowski |

|                                    |           |             |
| Rahn 8’, 77’ Nickel 88’ Lienen 89’ | Marcatori | 37’ Büssers |

| Arbitro: | Risse |

|                                   |           |                          |
| Dietz 17’ Seliger 32’ Büssers 82’ | Marcatori | 62’ Eggeling 80’ Hofmann |

| Arbitro: | Walz |

|                                         |           |           |
| Rummenigge 21’, 32’, 47’, 53’ Mathy 76’ | Marcatori | 13’ Dietz |

| Arbitro: | Stäglich |

|                       |           |           |
| Büssers 77’ Gores 83’ | Marcatori | 43’ Geyer |

| Arbitro: | Clajus |

|  |           |          |
|  | Marcatori | 9’ Gores |

| Arbitro: | Eschweiler |

|                                                                       |           |            |
| Dietz 20’ Steininger 48’ Gores 50’ Seliger 72’ (rig.) Grillemeier 87’ | Marcatori | 25’ Täuber |

| Arbitro: | Messmer |

|                               |           |           |
| Schock 43’ (rig.), 84’ (rig.) | Marcatori | 24’ Gores |

| Arbitro: | Schmidhuber |

|                |           |                                            |
| Dietz 83’, 89’ | Marcatori | 7’ Demuth 43’ Herzog 65’ Glowacz 70’ Szech |

| Arbitro: | Retzmann |

|                              |           |  |
| Müller 51’ (rig.) Martin 86’ | Marcatori |  |

### Coppa di Germania
| Arbitro: | Kohnen |

|                                                                               |           |  |
| Gores 10’, 40’, 65’ Szesni 13’ Büssers 30’ Fruck 72’ Steininger 74’, 79’, 85’ | Marcatori |  |

| Arbitro: | Föckler |

|                       |           |  |
| Etterich 45’ Wohl 85’ | Marcatori |  |

## Statistiche

### Statistiche di squadra
| Competizione      | Punti | In casa | In casa | In casa | In casa | In casa | In casa | In trasferta | In trasferta | In trasferta | In trasferta | In trasferta | In trasferta | Totale | Totale | Totale | Totale | Totale | Totale | DR  |
| Competizione      | Punti | G       | V       | N       | P       | Gf      | Gs      | G            | V            | N            | P            | Gf           | Gs           | G      | V      | N      | P      | Gf     | Gs     | DR  |
| ----------------- | ----- | ------- | ------- | ------- | ------- | ------- | ------- | ------------ | ------------ | ------------ | ------------ | ------------ | ------------ | ------ | ------ | ------ | ------ | ------ | ------ | --- |
| Bundesliga        | 29    | 17      | 8       | 4       | 5       | 30      | 24      | 17           | 2            | 5            | 10           | 15           | 34           | 34     | 10     | 9      | 15     | 45     | 58     | -13 |
| Coppa di Germania | -     | 1       | 1       | 0       | 0       | 9       | 0       | 1            | 0            | 0            | 1            | 0            | 2            | 2      | 1      | 0      | 1      | 9      | 2      | +7  |
| Totale            | 29    | 18      | 9       | 4       | 5       | 39      | 24      | 18           | 2            | 5            | 11           | 15           | 36           | 36     | 11     | 9      | 16     | 54     | 60     | -6  |

### Andamento in campionato
| Giornata  | 1  | 2 | 3 | 4 | 5 | 6 | 7 | 8  | 9 | 10 | 11 | 12 | 13 | 14 | 15 | 16 | 17 | 18 | 19 | 20 | 21 | 22 | 23 | 24 | 25 | 26 | 27 | 28 | 29 | 30 | 31 | 32 | 33 | 34 |
| --------- | -- | - | - | - | - | - | - | -- | - | -- | -- | -- | -- | -- | -- | -- | -- | -- | -- | -- | -- | -- | -- | -- | -- | -- | -- | -- | -- | -- | -- | -- | -- | -- |
| Luogo     | T  | C | T | C | C | T | C | T  | C | T  | C  | T  | C  | T  | C  | T  | C  | C  | T  | C  | T  | T  | C  | T  | C  | T  | C  | T  | C  | T  | C  | T  | C  | T  |
| Risultato | N  | V | N | N | V | N | P | P  | V | P  | P  | P  | V  | N  | N  | N  | P  | V  | V  | P  | P  | P  | N  | P  | N  | P  | V  | P  | V  | V  | V  | P  | P  | P  |
| Posizione | 10 | 7 | 8 | 8 | 3 | 5 | 7 | 10 | 6 | 8  | 9  | 12 | 10 | 10 | 10 | 11 | 11 | 9  | 8  | 9  | 11 | 11 | 11 | 12 | 13 | 13 | 13 | 13 | 13 | 10 | 10 | 10 | 12 | 12 |

Legenda:

Luogo: C = Casa; T = Trasferta. Risultato: V = Vittoria; N = Pareggio; P = Sconfitta.

### Statistiche dei giocatori
| Giocatore      | Bundesliga | Bundesliga | Bundesliga  | Bundesliga | Coppa di Germania | Coppa di Germania | Coppa di Germania | Coppa di Germania | Totale   | Totale | Totale      | Totale     |
| Giocatore      | Presenze   | Reti       | Ammonizioni | Espulsioni | Presenze          | Reti              | Ammonizioni       | Espulsioni        | Presenze | Reti   | Ammonizioni | Espulsioni |
| -------------- | ---------- | ---------- | ----------- | ---------- | ----------------- | ----------------- | ----------------- | ----------------- | -------- | ------ | ----------- | ---------- |
| F. Brings      | 6          | 0          | 0           | 0          | 0                 | 0                 | 0                 | 0                 | 6        | 0      | 0           | 0          |
| H. Büssers     | 34         | 7          | 1           | 0          | 2                 | 1                 | 0                 | 0                 | 36       | 8      | 1           | 0          |
| B. Dietz       | 33         | 8          | 2           | 0          | 2                 | 0                 | 0                 | 0                 | 35       | 8      | 2           | 0          |
| M. Dubski      | 24         | 0          | 2           | 0          | 2                 | 0                 | 0                 | 0                 | 26       | 0      | 2           | 0          |
| P. Fenten      | 22         | 1          | 1           | 0          | 1                 | 0                 | 0                 | 0                 | 23       | 1      | 1           | 0          |
| N. Fruck       | 30         | 1          | 0           | 0          | 2                 | 1                 | 0                 | 0                 | 32       | 2      | 0           | 0          |
| U. Fuchs       | 0          | 0          | 0           | 0          | 0                 | 0                 | 0                 | 0                 | 0        | 0      | 0           | 0          |
| C. Gebauer     | 1          | 0          | 0           | 0          | 0                 | 0                 | 0                 | 0                 | 1        | 0      | 0           | 0          |
| R. Gores       | 32         | 11         | 3           | 0          | 2                 | 3                 | 1                 | 0                 | 34       | 14     | 4           | 0          |
| G. Grillemeier | 17         | 3          | 1           | 0          | 1                 | 0                 | 0                 | 0                 | 18       | 3      | 1           | 0          |
| G. Heinze      | 31         | 0          | 0           | 0          | 2                 | 0                 | 0                 | 0                 | 33       | 0      | 0           | 0          |
| R. Hiegemann   | 9          | 0          | 0           | 0          | 1                 | 0                 | 0                 | 0                 | 10       | 0      | 0           | 0          |
| T. Kempe       | 26         | 3          | 1           | 0          | 1                 | 0                 | 0                 | 0                 | 27       | 3      | 1           | 0          |
| H. Mirnegg     | 24         | 0          | 4           | 0          | 1                 | 0                 | 0                 | 0                 | 25       | 0      | 4           | 0          |
| P. Notthoff    | 0          | 0          | 0           | 0          | 0                 | 0                 | 0                 | 0                 | 0        | 0      | 0           | 0          |
| F. Saborowski  | 21         | 0          | 2           | 0          | 2                 | 0                 | 0                 | 0                 | 23       | 0      | 2           | 0          |
| D. Schacht     | 0          | 0          | 0           | 0          | 0                 | 0                 | 0                 | 0                 | 0        | 0      | 0           | 0          |
| W. Schreiner   | 3          | 0          | 0           | 0          | 0                 | 0                 | 0                 | 0                 | 3        | 0      | 0           | 0          |
| R. Seliger     | 25         | 3          | 0           | 0          | 1                 | 0                 | 0                 | 0                 | 26       | 3      | 0           | 0          |
| P. Steiner     | 25         | 3          | 5           | 0          | 1                 | 0                 | 0                 | 0                 | 26       | 3      | 5           | 0          |
| F. Steininger  | 25         | 4          | 1           | 0          | 2                 | 3                 | 0                 | 0                 | 27       | 7      | 1           | 0          |
| G. Szesni      | 30         | 1          | 6           | 0          | 2                 | 1                 | 0                 | 0                 | 32       | 2      | 6           | 0          |
| T. Ulitzka     | 2          | 0          | 0           | 0          | 0                 | 0                 | 0                 | 0                 | 2        | 0      | 0           | 0          |